# Гжмйонца (Лодзинське воєводство)
Гжмйонца (пол. Grzmiąca) — село в Польщі, у гміні Бжезіни Бжезінського повіту Лодзинського воєводства.
Населення — 329 осіб (2011).
У 1975-1998 роках село належало до Скерневицького воєводства.

## Демографія
Демографічна структура станом на 31 березня 2011 року:
|          | Загалом | Допрацездатний вік | Працездатний вік | Постпрацездатний вік |
| -------- | ------- | ------------------ | ---------------- | -------------------- |
| Чоловіки | 153     | 35                 | 98               | 20                   |
| Жінки    | 176     | 46                 | 85               | 45                   |
| Разом    | 329     | 81                 | 183              | 65                   |